# شيوما إجوي
شيوما إجوي (بالإنجليزية: Chioma Igwe)‏ (و. 1986  م) هي لاعبة كرة قدم أمريكية، ولدت في سان ماتيو، كاليفورنيا، مركز لعبها هو لاعبة وسط.

## روابط خارجية
- شيوما إجوي على موقع قاعدة بيانات كرة القدم.إي يو (الإنجليزية)
- شيوما إجوي على موقع Soccerway.com (الإنجليزية)
- شيوما إجوي على موقع عالم كرة القدم.نت (الإنجليزية)